# فرخ دوست‌اف
فرخ داستوف (انگلیسی: Farrukh Dustov؛ زادهٔ ۲۲ مهٔ ۱۹۸۶) یک تنیس‌باز اهل ازبکستان است.